# Leendert Blaauw
Leendert Blaauw (jr.) (Amsterdam, 25 december 1881 – Apeldoorn, 16 mei 1967) was een Nederlands muzikant.
Hij werd geboren binnen het gezin van smid Leendert Blaauw (sr.) en Gijsbertje Kool, dat aan de Engelsesteeg woonde en werkte. Blaauw junior huwde in 1916 met zangeres Catharina Juijn.
Hij was nog bezig met een opleiding tot journalist, toen hij zich op zeventienjarige leeftijd tot de muziek wendde. Hij kreeg opleiding te Amsterdam en Berlijn, gaf in Amsterdam les, voordat hij zich als muziekdocent en –directeur te Ede vestigde. Verspreid over de Veluwe leidde hij een aantal koren, maar was ook de organist van de (toen net opgeleverde) Regentessekerk te Apeldoorn (vanaf circa 1932). In Gelderland gaf hij menig uitvoering met diverse koren en soms de Arnhemse Orkest Vereniging van Albert Kwast, die eens zijn leraar was geweest. In 1934 werd hij benoemd tot leider van het Toonkunstkoor in Apeldoorn, waarbij zanger Jacques Urlus in het bestuur plaatsnam. Onder de uitgevoerde werken bevond zich een aantal van zijn eigen hand. In de beginjaren dertig was hij een aantal keer als organist te beluisteren via de NCRV-radio.
Werken
- De opwekking van Lazarus, een oratorium, werd in 1937 door NCRV-radio uitgezonden
- Suite voor orkest
- Pianoseptet
- Aan den eindpaal, lied voor zangstem en orgel
- Bede, lied voor zangstem met viool en piano
- Drie liederen op tekst van Karssen, voor koor, orgel of piano (opus 12)
  - Het licht vol duister
  - Wat zal het zijn?
  - Op het kerkhof
- De twee grasmaaiers (komische ballade op tekst van Jacob van Lennep) voor zang en piano
- Verloren voor zang en piano
- Fantasie impromptu voor piano
- Concertino voor vier blaasinstrumenten

- Library of Congress Control Number: no2013030967
- Virtual International Authority File: 297622860
- WorldCat: E39PBJqqBRhGVxFbcPWMtcQ6rq